# 402

## Догађаји
- Визиготи напредују на Медиоланум (савремени Милано) и опседају Асти у Лигурији. Краљ Аларих I шаље изасланике да преговарају о миру, али римска влада одбија да склапа мир са „варварима“.
- 6. април – Битка код Поленције: Стилихон повлачи трупе из Британије и границе на Рајни да брани Италију. Одлучује да нападне Готе на Ускршњу недељу и успева да ухапси Аларикову жену и децу.
- Цареви Аркадије и његов млађи брат Хонорије постају римски конзули.
- Краљ Гвангето Велики из Гогурјеа (Кореја) побеђује снаге Каснијег Јан, заузимајући неке од њихових граничних тврђава.
- Фа-Хиен, кинески будистички монах, ходочасти у Индију, покрећући кинеско-индијске односе. Потакнут својом вером у будизам, посећује места из живота Сидарте Гаутаме.
- Силсеонг постаје краљ корејског краљевства Сила.
- Јероним Стридонски пише и објављује своја дела „Апологиае цонтра Руфинум“ и „Либер тертиус сеу ултима респонсио адверсус сцрипта Руфини“.
- Школа будизма Чисте земље оснива манастир на врху планине Лушан.
- Кинегије, који је вршио дужност цара Аркадија на инсистирање епископа Порфирија, наређује рушење паганских храмова у Гази.